# The Return of Jesus, Part II
The Return of Jesus, Part II är en svensk westernfilm från 1996 i regi av Mikael Katzeff. I rollerna ses bland andra Lena Endre, Thomas Hanzon och Rolf Skoglund. Punkgrupper som Dia Psalma, Charta 77, Räserbajs, Rövsvett, Abhinanda, The Guineapigs med flera medverkar också i filmen.
Filmen premiärvisades den 30 november 1996 i Köping, vilket också är platsen där filmen är inspelad. På grund av konflikter mellan skaparna av filmen visades den bara ett fåtal tillfällen efter premiären. 2016 visades dock filmen på Live at Heart filmfestival i Örebro.

## Handling
Precis som i de spaghettiwesterns som filmen strävar efter att efterlikna så rider det in en hämnare till staden (spelad av Lena Endre) som ska göra upp med en skurk (spelad av Carl-Johan de Geer som har en slav, spelad av Alice Bah Kuhnke, i koppel), vilket skapar dueller och skottlossning. Bland annat dödas underhållaren på saloonen, spelad av Adam Alsing, utan synbar anledning kort efter han hälsat sina gäster välkomna. I filmen talas en blandning av skolgårdsengelska, engelska och franska.

## Soundtrack
Soundtracket till filmen släpptes som ett CD-album och där medverkar bland annat Refused, Motorpsycho, Robert Johnson and Punchdrunks, Dia Psalma, Charta 77 

## Rollista
- Lena Endre – Madeleine the white Angel
- Thomas Hanzon – Drugdealer in Buying town
- Rolf Skoglund – The Preacher
- Johan Johansson	– Big Brother, evil gangleader
- Alice Bah Kuhnke – Slave
- Carl Johan De Geer – PA Brother , Obersturmbannführer
- Lars Franson – Jesús - The son
- Peter Luckhaus – Gravedigger
- Marina Donelin – Vocal, singer at the Semaphore Saloon
- Anders Linder- Jesús'Father
- Adam Alsing- Master of ceremonies at the Semaphore Saloon